# Robert Herjavec
Robert Herjavec, né le 14 septembre 1962 à Varaždin, Croatie est un homme d'affaires, investisseur et chef d'entreprise Canadien.
En 2015 il participe à la 20e saison de Dancing with the Stars sur la chaine ABC. Il a pour partenaire la double championne Kym Johnson, qu'il finira par épouser en 2016.

## Publications
- (en) Robert Herjavec, Driven : How to Succeed in Business and in Life, HarperCollins Publishers, 2010, 272 p. (ISBN 978-1-55468-708-4)
- (en) Robert Herjavec, The Will to Win : Leading, Competing, Succeeding, HarperCollins Canada, 2013, 279 p. (ISBN 978-1-4434-0986-5)